# Christa Meinel
Christa Meinel, geborene Meinhold, (* 2. Juni 1938; † 24. Mai 2017) war eine deutsche Skirennläuferin. 
Zwischen 1958 und 1962 gewann sie insgesamt fünf Medaillen (eine Gold-, drei Silber- und eine Bronzemedaille) bei DDR-Meisterschaften. Ihren einzigen nationalen Titel erreichte sie 1962 im Spezialslalom. Sie startete im Laufe ihrer Karriere für die SG Dynamo Oberwiesenthal und den SC Dynamo Klingenthal. 
Sie lebte in Zwota. 